# Holmasjön (Lemnhults socken, Småland)
Holmasjön är en sjö i Vetlanda kommun i Småland och ingår i Emåns huvudavrinningsområde. Sjön är 4,1 meter djup, har en yta på 0,251 kvadratkilometer och är belägen 197,1 meter över havet. Vid provfiske har bland annat abborre, braxen, gädda och mört fångats i sjön.

## Delavrinningsområde
Holmasjön ingår i det delavrinningsområde (635503-146854) som SMHI kallar för Utloppet av Värnen. Avrinningsområdets medelhöjd är 205 meter över havet och ytan är 19,49 kvadratkilometer. Räknas de 3 delavrinningsområdena uppströms in blir den ackumulerade arean 101,66 kvadratkilometer. Skärveteån (Farstorpaån) som avvattnar avrinningsområdet har biflödesordning 3, vilket innebär att vattnet flödar genom totalt 3 vattendrag innan det når havet efter 144 kilometer. Delavrinningsområdet består mestadels av skog (58 procent) och jordbruk (18 procent). Avrinningsområdet har 2,74 kvadratkilometer vattenytor vilket ger det en sjöprocent på 14 procent.

## Fisk
Vid provfiske har följande fisk fångats i sjön:
- Abborre
- Braxen
- Gädda
- Mört
- Sarv
- Sutare